# Gymnasium mit Internat Hohenschwangau

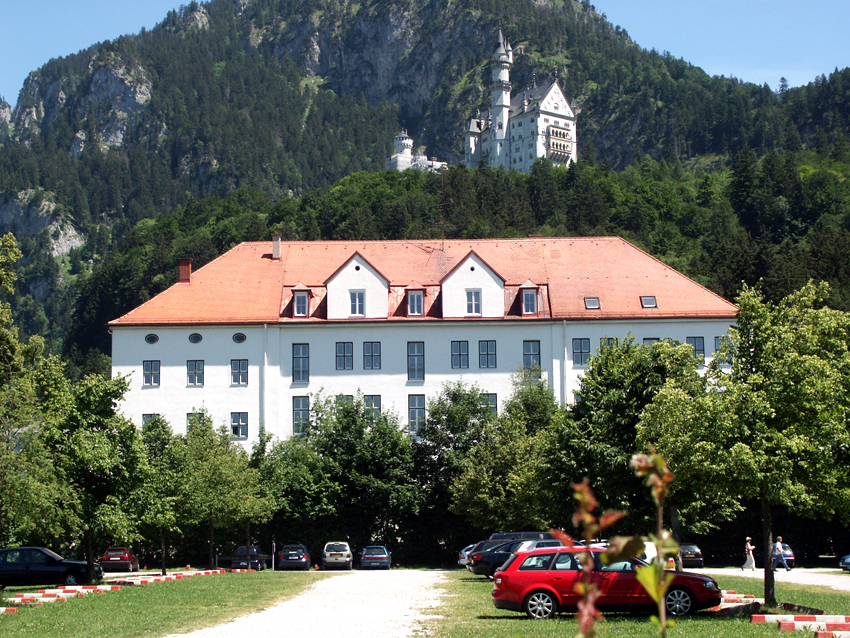
Der Internats-Altbau zu Füßen von Schloss Neuschwanstein

Das Gymnasium mit Internat Hohenschwangau ist ein staatliches Gymnasium mit angeschlossenem Internat in der Gemeinde Schwangau in Bayern.

## Geschichte
Am Ort des heutigen Gymnasiums stand das Hotel Schwansee, das 1897 als Villa erbaut und in der Folgezeit zu einem Grand Hotel ausgebaut wurde. Während des Zweiten Weltkriegs war in dem Gebäude eine Kadettenschule untergebracht. Danach wurde es zu einem Gymnasium umfunktioniert.

## Standort und Architektur
Das Schul- und Internatsgelände liegt in Hohenschwangau am Fuße des Schlosses Neuschwanstein, zur Linken des Schlosses Hohenschwangau, inmitten der Seenlandschaft des Ostallgäus.
Zum Internatskomplex gehört das Gebäude der Mädchen (5. Klasse bis zur 13. Klasse) und der Jungen (5. bis 9. Klasse), der sogenannte „Altbau“, sowie der „Neubau“ für die Jungen ab der 9. Klasse. Für die drei täglichen Mahlzeiten existiert das Mensagebäude. Das Gymnasium besteht aus dem Hauptgebäude, dem Erweiterungsbau, dem Mehrzweckgebäude und den beiden Turnhallen sowie Fußball-, Beachvolleyball- und Hartplatz.

## Schulprofil
Das Gymnasium Hohenschwangau ist ein staatliches Gymnasium mit Internat und führt bis zum Abitur. Es bietet einen naturwissenschaftlich-technologischen und einen sprachlichen Zweig an.

### Fremdsprachenfolge
Man beginnt in der 5. Klasse mit Englisch als erster Fremdsprache. Von der 6. Jahrgangsstufe an wählt man zwischen Latein und Französisch als zweiter Fremdsprache. Schüler, die sich für Französisch als zweite Fremdsprache entschieden haben, sind auf den naturwissenschaftlich-technologischen Zweig festgelegt. Schüler mit Latein als zweiter Fremdsprache können von der 8. Jahrgangsstufe an in den sprachlichen oder den naturwissenschaftlich-technologischen Zweig eintreten. Die Entscheidung ist erst gegen Ende der 7. Jahrgangsstufe zu treffen.
Am Ende der 10. Klasse kann in allen Zweigen die 2. Fremdsprache durch die spätbeginnende Fremdsprache Italienisch ersetzt werden. Diese spätbeginnende Fremdsprache muss dann neben Englisch in der 11. und 12. Jahrgangsstufe weitergeführt werden.

### Ausbildungszweige (8. bis 11. Jahrgangsstufen)
Im sprachlichen Zweig wird von der 8. Jahrgangsstufe an Französisch als dritte Fremdsprache mit vier Wochenstunden unterrichtet. Der Unterricht in Chemie beginnt erst in der 9. Jahrgangsstufe.
Im naturwissenschaftlich-technologischen Zweig beginnt in der 8. Jahrgangsstufe der Chemieunterricht mit drei Wochenstunden, in der 9. Jahrgangsstufe kommt der Informatik-Unterricht mit zwei Wochenstunden hinzu. Eine dritte Fremdsprache wird nicht eingeführt.

### Mittelstufe Plus
Das Gymnasium Hohenschwangau wurde als eines von bayernweit 47 Gymnasien ausgewählt, die Mittelstufe Plus im Rahmen der zweijährigen Pilotphase ab dem Schuljahr 2015/16 in der Praxis zu erproben. Die Mittelstufe Plus bietet ein Jahr zusätzliche Lernzeit, in welchem die Schüler besonders in den Kernfächern gefördert werden. Einzelne Fächer werden aus den Jahrgangsstufen 8, 9 und 10 in die Jahrgangsstufe 9+ verlegt. Es kommt zu einer Reduzierung der Fächeranzahl und der Stundenzahl pro Jahrgangsstufe. Dies hat zur Folge, dass in den Jahrgangsstufen 8, 9 und 9+ kein verpflichtender Nachmittagsunterricht stattfindet.
Für das Schuljahr 2015/2016 haben sich in Hohenschwangau ca. 45 % der Schüler für die Mittelstufe Plus entschieden. Dies hat zur Folge, dass in der 8. Jahrgangsstufe 2015/2016 zwei Regelklassen und zwei Klassen im Pluszug gebildet wurden. Im Schuljahr 2016/17 wurden drei Plus-Klassen und eine Regelklasse gebildet.
Das Pilotprojekt Mittelstufe Plus ist mittlerweile ausgelaufen. Alle neuen Schüler der 5. Jahrgangsstufe besuchen das 9-Jährige Gymnasium.

### Qualifizierungsphase (Q12/Q13)
In der gymnasialen Oberstufe werden die Schüler und Schülerinnen auf das Abitur, beziehungsweise auf die Anforderungen in Hochschule und Arbeitswelt vorbereitet.
Die Unterrichtsstunden setzten sich wie folgt zusammen: Deutsch, Mathematik, sowie eine Fremdsprache (Latein, Englisch, Französisch, Italienisch) sind verpflichtend zu belegen. Die restlichen Stunden sind durch die Wahl eines individuellen Kursprogramms zu belegen. Hierzu zählen: P- und W-Seminar, Geschichte/Sozialkunde, Wirtschaft, Geographie, Informatik, Chemie, Biologie, Physik, Musik, Kunst, Sport, 2. Fremdsprache.
Zum aktuellen Stand sieht das 9-Jährige Gymnasium 5 Abiturfächer vor. Genauere Angaben sind noch nicht möglich.

## Außerschulische Aktivitäten
Über den normalen Unterricht hinaus bietet die Schule an: Informatikkurse, ECDL, 10-Fingersystem, chemisches Praktikum, MINT, Grundkurs Psychologie, Kurse „Lernen lernen“, Wahlkurse Italienisch und Spanisch, Chöre, Orchester, Big Band, Schulsanitätsdienst, Erste-Hilfe, Musical, Theater, Veranstaltungstechnik, Arbeitskreis „Eine Welt“, Gesellschaftstanz, Sportförderung im Bereich Eishockey und Stützpunktschule für alpinen Skilauf und Skilanglauf.

### Musical
Bereits seit einigen Jahren etabliert sich eine Musicalgruppe am Gymnasium Hohenschwangau, welche schon mehrere Shows mit überregionalem Erfolg auf die Beine gestellt hat. Darunter auch die Eigenproduktionen „Heart Rock School“ und „Heart Rock School II“.

### Partnerschule des Wintersports
Eine Besonderheit in Hohenschwangau ist die spezielle Förderung von Leistungssportlern, speziell von Skifahrern (Stützpunktschule) und Eishockeyspielern (Kooperation mit dem EV Füssen). Für Schüler, die an diesem Programm teilnehmen, wird eine gesonderte Studierzeit angeboten, die auf die Trainingszeiten abgestimmt ist. Ein speziell dafür zur Verfügung stehender Heimbus fährt die Schüler zum Training. Auch in der Schule wird so weit wie möglich auf die Situation der Leistungssportler Rücksicht genommen und es besteht die Möglichkeit, an einem speziellen Nachführunterricht teilzunehmen.

### Kooperierende Vereine
- Bundesstützpunkt Damen-Eishockey-Nationalmannschaft
- Curling Club Füssen
- EV Füssen
- Ski – Trainingsstützpunkt HEAD – TENDI
- Skiclub Nesselwang
- TSV Schwangau
- 1. Ruderclub Forggensee e.V.

### Internationaler Schüleraustausch
Mit Partnerschulen in Brüssel, Treviso und Göteborg findet in jedem Jahr ein Schüleraustausch statt. Ebenfalls kommen seit Jahren für mehrere Wochen am Schuljahresende Schüler des Colegio Costa Adeje (Teneriffa) nach Hohenschwangau, um ihre Deutschkenntnisse zu verbessern. Seit dem Schuljahr 2015 / 16 findet zudem ein Austausch mit dem Banagher College in Irland statt. Seit mehreren Jahren beteiligt sich das Gymnasium auch am internationalen Europäischen Schulsportfest.

### Alt-Hohenschwangauer Schulgemeinschaft
Die Alt-Hohenschwangauer Schulgemeinschaft (AHSg) ist ein Verein für die Pflege des Zusammenhaltes der ehemaligen Schüler und Schülerinnen sowie Lehrer und die Aufrechterhaltung der Verbindung mit dem Gymnasium mit Internat Hohenschwangau.

## Internatsprofil
Viele Schüler kommen aus der mittleren Umgebung (bis ca. 150 km), es gibt aber auch Schüler aus ganz Deutschland und auch aus dem Ausland. Derzeit leben rund 100 Schüler im Internat, davon ca. 65 Jungen und 35 Mädchen. Das Internat ist grundsätzlich an allen Wochenenden geöffnet, wobei an den im 14-täglichen Rhythmus stattfindenden Heimfahrtwochenenden die Schüler aus der näheren Umgebung in der Regel nach Hause fahren.

### Internatsaktivitäten
Während der Abendfreizeit gibt es mindestens viermal pro Woche die Möglichkeit unter Aufsicht die Schulturnhallen und den Kraftraum zu nutzen. Regelmäßig werden Fahrten zu den Jugendkonzerten der Münchner Philharmonie und in die BigBox Kempten angeboten. In unregelmäßigen Abständen finden Theaterfahrten, der Besuch von Dichterlesungen und ein literarischer Diskussionszirkel statt.
An den Wochenenden gibt es verschiedene Möglichkeiten aktiver Freizeitgestaltung: Häufig angeboten wird betreutes Skifahren, der Besuch von weiter entfernten Bädern (Bad Tölz, Oberammergau, Kempten) oder Sport auf dem Internatsgelände. Besondere Aktivitäten sind geführte Bergtouren oder z. B. der Besuch überregionaler Sportveranstaltungen.

### Tagesheim
Als Internatsschule ist man auch in der Lage, externe Schüler ins Tagesheim mit Mittagstisch sowie Aufgaben- und Freizeitbetreuung aufzunehmen. Die monatlichen Kosten liegen derzeit bei 140,00 bzw. 120,00 € (für das vorgezogene Tagesheim).

## Ehemalige

### Lehrer
- Richard Knussert (1907–1966), Historiker und NS-Funktionär

### Schüler
- Reinhold Böhm (1919–2004), Heimatforscher[5]
- Richard Bletschacher (* 1936), Dramaturg und Autor (Abitur 1954)[6]
- Hans-Jörg Modlmayr (* 1940), Schriftsteller und Lyriker[7]
- Theresa Schopper (* 1961), Politikerin[8]
- Tosso Leeb (* 1967), Biochemiker und Genetiker (Abitur 1986)[9]
- Luis Stitzinger (1968–2023), Extrembergsteiger[8]
- Tobias Barnerssoi (* 1969), Skirennläufer[10]
- Jörg Mayr (* 1970), ehemaliger Eishockeyspieler[8]
- Christian Pfeiffer (1970–2022), Motorsportler
- Katja Seizinger (* 1972), ehemalige Skirennläuferin[8]
- Karen Markwardt (* 1974), Reporterin und Moderatorin (Abitur 1993)
- Julia Thurnau (* 1974), deutsch-französische Schauspielerin und Künstlerin
- Benedict Wells (* 1984), deutsch-schweizerischer Schriftsteller (Abitur 2003)[8]